# Japonización

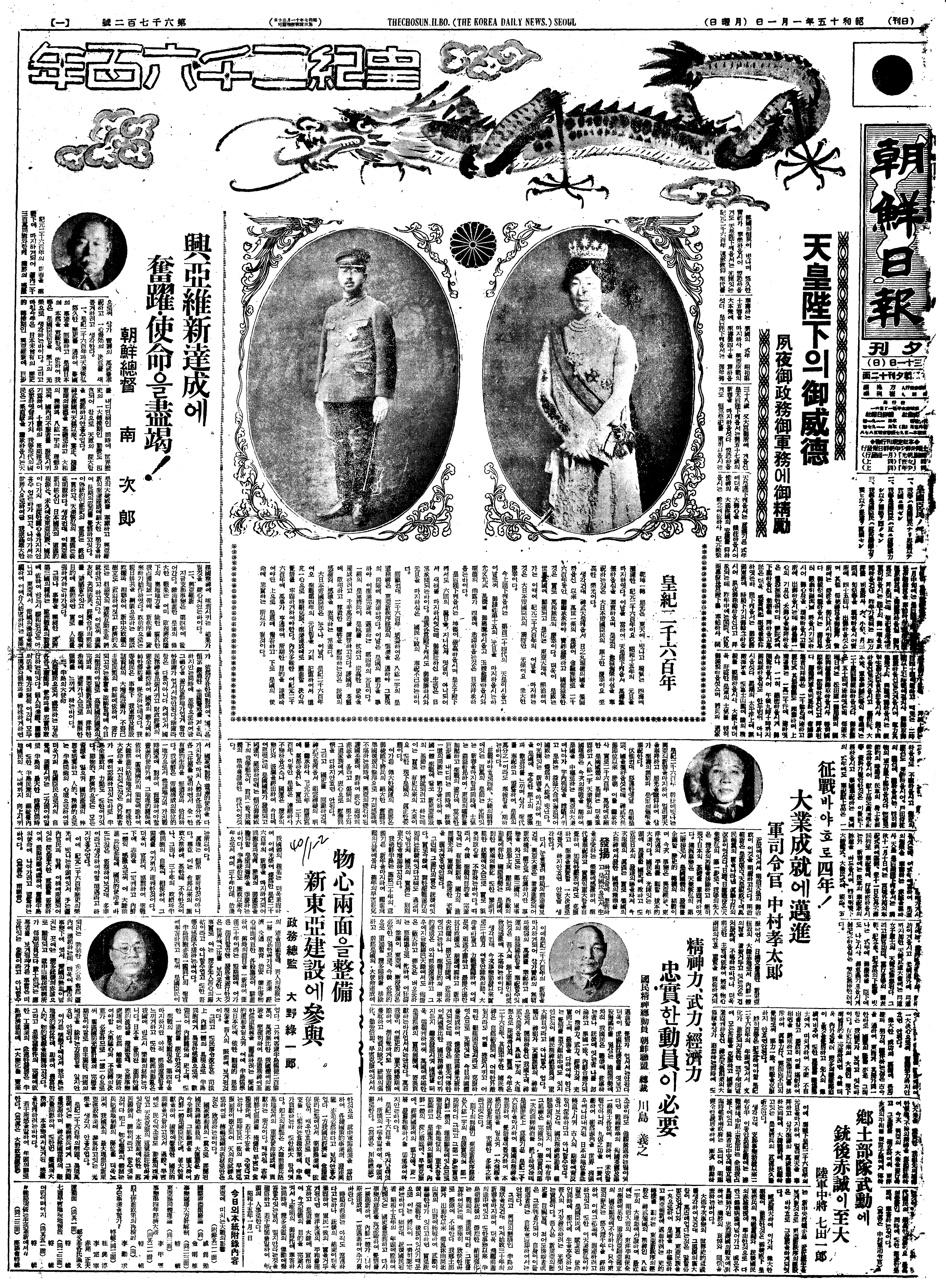
Periódico coreano Chosun Ilbo 1940.1.1

La japonización es el proceso por el cual la cultura japonesa domina, asimila o influye en otras culturas. Según el American Heritage Dictionary of the English Language, "Japonizar" significa "Hacer o convertirse en japonés en forma, idioma, estilo o carácter".

## Época actual
En la actualidad, muchos países y regiones de Asia Oriental, especialmente Corea del Sur y Taiwán, han absorbido e incorporado la cultura popular japonesa, como la música y el cine, durante muchos años después del crecimiento japonés durante los años ochenta y noventa. Muchas películas japonesas, especialmente las telenovelas, son populares en Taiwán, Corea del Sur y China entre las generaciones más jóvenes después de que las películas se traduzcan a sus idiomas locales. [cita requerida]Los alimentos y productos electrónicos japoneses se encuentran en todo el este de Asia.

## Época imperial
En términos de la Segunda Guerra Mundial y las conquistas militares, la japonización tiene un significado negativo debido a las conquistas militares y la introducción forzada de la cultura japonesa por parte del gobierno.
Durante el período preimperial (anterior a 1868) se practicó una diplomacia pacífica durante la cual Japón no se expandió mucho en territorios más allá de sus propias islas.

### Okinawa
Después de la Restauración Meiji en 1868, Japón comenzó a seguir el camino del imperialismo occidental y el expansionismo. en 1879, Japón anexó oficialmente el Reino de Ryūkyū, que era un reino tributario tanto de la dinastía Qing como del Imperio del Japón.
Aunque los idiomas Ryukyuan pertenecen a la familia de lenguas japonesas, el idioma japonés no es inteligible para los hablantes monolingües de los idiomas Ryukyuan. El gobierno japonés comenzó a promover el programa de "estandarización" de idiomas y tomó los idiomas de Ryukyuan como dialectos. En las escuelas, se promovió el japonés "estándar", y se presentaron retratos del emperador y la emperatriz japoneses. Muchos oficiales militares japoneses de alto rango fueron a inspeccionar las escuelas de Okinawa para asegurarse de que la japonización funcionara bien en el sistema educativo. Esta medida no alcanzó el éxito esperado al principio, en parte porque la participación de muchos niños locales en su pesado trabajo familiar impide su presencia en las escuelas, y en parte porque las personas de la vieja clase dirigente de Okinawa recibieron una educación más al estilo chino y no estaban interesados en aprender japonés "estándar". Como medidas de asimilación, el gobierno japonés también desalentó algunas costumbres locales.
Al principio, estas medidas de asimilación se encontraron con una mayor reticencia de la población local. Sin embargo, después de que China fue derrotada en la Primera guerra sino-japonesa en 1895, la gente perdió su confianza en China y la reticencia contra la japonización, aunque no desapareció, se debilitó. Hombres y mujeres comenzaron a adoptar más nombres de estilo japonés.

### Taiwán
Artículo principal: Dominio japonés de Taiwán
Taiwán fue cedido al Imperio del Japón en 1895 como resultado de la Primera guerra sino-japonesa. Al principio, Taiwán era gobernada como una colonia. En 1936, tras la llegada del 17.º gobernador general, Seizō Kobayashi, hubo un cambio en el gobierno japonés en Taiwán.
Kobayashi fue el primer gobernador general no civil desde 1919. Propuso tres principios del nuevo gobierno: el movimiento Kōminka (皇民化運動), la industrialización y la conversión de Taiwán como base para la expansión hacia el sur.
Kōminka significa literalmente "hacer que las personas se conviertan en súbditos del emperador". El programa en sí tenía tres componentes. Primero, el "movimiento del idioma nacional" (國語運動, kokugo undō) promovió el idioma japonés enseñando japonés en lugar del taiwanés hokkien en las escuelas y prohibiendo el uso del taiwanés hokkien en la prensa. En segundo lugar, el "programa de cambio de nombre" (改姓名, kaiseimei) reemplazó los nombres chinos de Taiwán por nombres japoneses. Finalmente, el "sistema de voluntarios" (志願兵制度, shiganhei seidō) reclutó a los sujetos taiwaneses en el Ejército Imperial Japonés y los alentó a morir al servicio del emperador.

### Corea
Artículo principal: Ocupación japonesa de Corea
En Corea durante la Segunda Guerra Mundial, el uso del coreano escrito en educación y publicación fue prohibido por el Imperio del Japón, pero esto no causó un cambio significativo en el uso del idioma coreano, que siguió siendo ampliamente utilizado durante la colonización.

## Significado económico
A finales del período 2010-2020 existía preocupación por que la economía de la Unión Europea se "japonizara", es decir, se empezara a comportar como lo ha hecho la economía de Japón desde el estallido de su burbuja inmobiliariaː bajo crecimiento, ausencia de inflación e insensibilidad de la economía a la política monetaria.
Esta japonización se define como numerosos años con bajo crecimiento de la economía (Japón creció a un ritmo del 0,8 % en el período 1999-2019).
La tasa de fertilidad en Japón ha bajado hasta 1,4 hijos por mujer. Sumada a la escasa inmigración que se permite (entre sus 126 millones de habitantes solo hay algo más de 2 millones de extranjeros) hace que falte mano de obra. Las sucesivas crisis han llevado al país a una especie de leve deflación permanente. Los trabajadores japoneses, que solían ser muy productivos, lo son ahora menos que los australianos. Y también son más pobres en renta per cápita.
Con la pandemia de covid-19, la crisis de suministros que provocó y el retorno de la inflación, estos temores de japonización (también llamada "japonificación") han quedado atrás.